# Гущівка
Гущівка — колишнє село Чигиринського району Черкаської області. В 1959 році територія села затоплена водами Кременчуцького водосховища. Мешканці переселені до зановостворених сіл Рацевого і Вітового.
Лаврентій Похилевич в своїх «Сказаннях про населені місцевості Київської губернії» згадує, що в селі існувала церква, але дуже давно. В 1741 році її вже не було.